# Josip Joža Skočilić
Josip Joža Skočilić (Bribir, 18. listopada 1915. - Zagreb, 19. veljače 2001.), antifašist.

## Biografija
Rođen je 18. listopada 1915. godine u Bribiru kraj Crikvenice u sitnoj obrtničkoj obitelji. Poslije završetka građanske škole u Novome Vinodolskom otišao je u Hrvatsko zagorje te ondje i u Zagrebu radio kao poštanski službenik od 1937. do 1941. godine.
Uključio se u sindikalni pokret i bio aktivan u SBOTIČ-u i prikupljao Crvenu pomoć. Godine 1937. postao je član Udruženja PTT radnika koje je bilo pod utjecajem Komunističke partije Hrvatske. Član Komunističke partije Jugoslavije postao je u srpnju 1941. godine. Na njegovo opredjeljenje utjecao je Tomo Strižić, poznati revolucionar bribirskog kraja.
Nakon početka okupacije, krajem 1941. stupio je u Bribirsku partizansku četu. Tijekom rata obavljao je razne vojne i političke dužnosti. U studenome 1942. godine bio je politički komesar Četrnaeste primorsko-goranske brigade, a do kolovoza 1943. pomoćnik političkog komesara Trinaeste primorsko-goranske divizije.
Sudjelovao je u mnogim bitkama u Lici, Gorskom kotaru, Hrvatskom primorju i Istri. Nakon kapitulacije Italije po zapovjedi Glavnog štaba NOV i PO Hrvatske došao je 23. rujna 1943. u Pazin gdje je osnovao Operativni štab za Istru. Bio je politički komesar Štaba, a Savo Vukelić zapovjednik.
Nakon njemačke Listopadske ofenzive osnivaju se nove parizanske jedinice među kojima i 43. istarska divizija čiji je politički komesar bio Josip Skočilić. Skočilić je s divizijom sudjelovao u borbama za oslobođenje Istre i Trsta u svibnju 1945. godine. Tada je divizija bila pohvaljena od Vrhovnog komandanta NOV i POJ Josipa Broza Tita.
Poslije rata nalazio se na brojnim odgovornim dužnostima u Jugoslavenskoj narodnoj armiji. Umirovljen je 1965. godine u činu general-potpukovnika.
Umro je 19. veljače 2001. godine u Zagrebu.
Nosilac je Partizanske spomenice 1941. i mnogih jugoslavenskih i stranih odlikovanja, od kojih su neka poljski Partizanski križ i bugarski Orden otčestvene vojne. Ordenom narodnog heroja odlikovan je 27. studenoga 1953. godine.

## Vanjske poveznice
- Istarska enciklopedija: Skočilić, Josip-Joža